# Liste der Stolpersteine in Hamburg-Nienstedten
Die Liste der Stolpersteine in Hamburg-Nienstedten enthält alle Stolpersteine, die im Rahmen des gleichnamigen Kunst-Projekts von Gunter Demnig in Hamburg-Nienstedten verlegt wurden. Mit ihnen soll Opfern des Nationalsozialismus gedacht werden, die in Hamburg-Nienstedten lebten und wirkten.
Diese Seite ist Teil der Liste der Stolpersteine in Hamburg, da diese mit insgesamt 7139 (Stand: März 2025) Steinen zu groß würde und deshalb je Stadtteil, in dem Steine verlegt wurden, eine eigene Seite angelegt wurde.
| Adresse                | Person(en)                                | Inschrift | Bilder | Anmerkung                            |
| ---------------------- | ----------------------------------------- | --- | ------ | ------------------------------------ |
| Humannstraße 3 ·       | Isabella March geb. Weiss                 | Hier wohnte Isabella March geb. Weiss Jg. 1877 deportiert 1942 tot während des Transports nach Auschwitz 12. Juli 1942 |        | Eintrag auf stolpersteine-hamburg.de |
| In de Bost 39 ·        | Otto Hübener                              | Hier wohnte Otto Hübener Jg. 1891 im Widerstand verhaftet Nov. 1944 Gefängnis Berlin Lehrter Straße ermordet 23.4.1945 |        | Eintrag auf stolpersteine-hamburg.de |
| Söbendieken 8 ·        | Auguste Elisabeth Heymann geb. Eichenberg | Hier wohnte Auguste Elisabeth Heymann geb. Eichenberg Freitod 26.10.1941                                               |        | Eintrag auf stolpersteine-hamburg.de |
| Up de Schanz 24 ·      | Margarethe Mrosek geb. Schranz            | Hier wohnte Margarethe Mrosek geb. Schranz Jg. 1902 Weisse Rose gehenkt am 21.4.1945 im KZ Neuengamme                  |        | Eintrag auf stolpersteine-hamburg.de |
| Winckelmannstraße 25 · | Florentine Rothschild geb. Heller         | Hier wohnte Florentine Rothschild geb. Heller Jg. 1862 deportiert 1943 Theresienstadt ermordet 8.7.1944                |        | Eintrag auf stolpersteine-hamburg.de |
| Winckelmannstraße 25 · | Margot Rothschild                         | Hier wohnte Margot Rothschild Jg. 1883 deportiert 1941 Riga ermordet                                                   |        | Eintrag auf stolpersteine-hamburg.de |
| Winckelmannstraße 25 · | Maximilian Rothschild                     | Hier wohnte Maximilian Rothschild Jg. 1852 gedemütigt/entrechtet tot 14.11.1942                                        |        | Eintrag auf stolpersteine-hamburg.de |
| Winckelmannstraße 25 · | Etelka Weisz                              | Hier wohnte Etelka Weiss Jg. 1885 deportiert 1941 Riga ermordet                                                        |        | Eintrag auf stolpersteine-hamburg.de |